# Timulina
La timulina (nota anche come fattore timico o con il suo vecchio nome facteur thymique serique) è un nonapeptide prodotto da due popolazioni epiteliali distinte nel timo, descritto per la prima volta da Bach nel 1977. Richiede zinco per la sua attività biologica. La sua sequenza peptidica è H-Pyr-Ala-Lys-Ser-Gln-Gly-Gly-Ser-Asn-OH.

## Descrizione
Si ritiene che l'ormone sia impegnato nella differenziazione delle cellule T e nel potenziamento delle azioni delle cellule T e NK. Oltre a questi effetti piuttosto paracrini o auto-organici sul sistema immunitario dipendente dal timo, la timulina sembra avere anche effetti neuroendocrini. Esistono interazioni bidirezionali tra l'epitelio timico e l'asse ipotalamo-ipofisario (ad esempio, la timulina segue un ritmo circadiano e livelli fisiologicamente elevati di ACTH sono correlati positivamente con i livelli plasmatici di timulina e viceversa).
Recentemente l'attenzione si è concentrata sul ruolo della timulina come effettore dei mediatori proinfiammatori/citochine. È stato scoperto che un analogo peptidico della timulina (PAT) ha effetti analgesici a concentrazioni elevate e, in particolare, effetti antinfiammatori neuroprotettivi nel SNC. Gli astrociti sembrano essere il bersaglio della timulina per questo effetto. I ricercatori sperano di sviluppare farmaci in grado di contrastare i processi infiammatori associati alle malattie neurodegenerative e persino ai reumatismi con l'aiuto di analoghi della timulina.
Inoltre, la timulina è stata associata all'anoressia nervosa.